# Adelzhausen
Adelzhausen este o comună din districtul Aichach-Friedberg, landul Bavaria, Germania.